# S:t Karins församling
S:t Karins församling (finska Kaarinan seurakunta) är en evangelisk-luthersk församling i S:t Karins i Finland. Församlingen tillhör Åbo ärkestift och Åbo domprosteri. Församlingen är en del av Åbo och S:t Karins kyrkliga samfällighet. Ville Niittynen är församlingens kyrkoherde. S:t Karins församling har cirka 17 680 medlemmar (2021).
Församlingens huvudkyrka, S:t Karins kyrka, är belägen i stadens centrum. Kyrkan stod färdig år 1980.

## Historia
S:t Karins församling har sitt ursprung i fornsocknen Lundo som under missionstiden på 1100-talet omvandlades till en stamsocken.  Denna uppdelades i slutet av 1100-talet eller i början av 1200-talet i kyrksocknarna Lundo och S:t Karins. Sin senare utsträckning fick församlingen efter att Åbo i slutet av 1200-talet hade bildat en egen enhet. Då byggdes en kyrka i den centrala byn Nummis, vars namn under medeltiden ibland användes för hela socknen. Socknen omnämns första gången år 1309. Församlingens huvudkyrka var den medeltida Sankta Katarina kyrka som i dag är belägen i Åbo stad. Kyrkan är uppkallad efter Katarina av Alexandria.
Mellan år 1616 och 1812 tillhörde S:t Karins församling Åbo svenska domkyrkoförsamling. Kakskerta hade avskilts från S:t Karins församling år 1764.
På 1860-talet grundades S:t Karins kommun på S:t Karins församlings område. Utan avseende på ändringar i kommunala gränser hörde det nya Åbo-området fortfarande till S:t Karins församling. Först år 1991 delades S:t Karins församling i två självständiga församlingar; S:t Karins församling som har verksamhet i S:t Karins kommun och Katarinas församling som har verksamhet i Åbo. Båda församlingarna hör till Åbo och S:t Karins kyrkliga samfällighet.